# 湯ノ沢テレビ中継局
湯ノ沢テレビ中継局（ゆのさわテレビちゅうけいきょく）は、神奈川県足柄上郡松田町にあるテレビ中継局。

## 概要
- 足柄上郡松田町寄（やどりぎ）1番地の湯ノ沢団地に置局し、寄地区をカバーエリアとする。
- 2010年（平成22年）3月19日、地上デジタル中継局開局。「2010年（平成22年）3月12日付、総務省より、地上デジタル放送本免許交付。」
- 偏波面は、水平偏波。

## 中継局概要

### デジタルテレビ
| 放送局名          | リモコンキーID | 物理チャンネル | 空中線電力 | ERP  | 放送対象地域                                      | 放送区域内世帯数 | 開局日                    |
| NHK東京総合テレビ | 1              | 13ch           | 10mW       | 72mW | 関東広域圏 （茨城県、栃木県及び群馬県を含まない） | 239世帯          | 2010年（平成22年）3月19日 |
| NHK東京教育テレビ | 2              | 15ch           | 10mW       | 72mW | 全国                                              | 239世帯          | 2010年（平成22年）3月19日 |
| tvkテレビ神奈川   | 3              | 17ch           | 10mW       | 72mW | 神奈川県                                          | 239世帯          | 2010年（平成22年）3月19日 |
| NTV日本テレビ     | 4              | 29ch           | 10mW       | 72mW | 関東広域圏                                        | 239世帯          | 2010年（平成22年）3月19日 |
| EXテレビ朝日      | 5              | 20ch           | 10mW       | 72mW | 関東広域圏                                        | 239世帯          | 2010年（平成22年）3月19日 |
| TBSテレビ         | 6              | 14ch           | 10mW       | 72mW | 関東広域圏                                        | 239世帯          | 2010年（平成22年）3月19日 |
| TXテレビ東京      | 7              | 28ch           | 10mW       | 72mW | 関東広域圏                                        | 239世帯          | 2010年（平成22年）3月19日 |
| CXフジテレビ      | 8              | 16ch           | 10mW       | 72mW | 関東広域圏                                        | 239世帯          | 2010年（平成22年）3月19日 |

- 放送エリアは、足柄上郡松田町と秦野市の各一部。

### アナログテレビ
| 放送局名          | チャンネル | 空中線電力          | ERP                  | 放送対象地域 | 放送区域内世帯数 |
| tvkテレビ神奈川   | 32ch       | 映像100mW /音声25mW | 映像430mW /音声105mW | 神奈川県     | 約-世帯          |
| NHK東京教育テレビ | 34ch       | 映像100mW /音声25mW | 映像430mW /音声105mW | 全国         | 約-世帯          |
| NHK東京総合テレビ | 36ch       | 映像100mW /音声25mW | 映像430mW /音声105mW | 関東広域圏   | 約-世帯          |
| NTV日本テレビ     | 38ch       | 映像100mW /音声25mW | 映像430mW /音声105mW | 関東広域圏   | 約-世帯          |
| TBSテレビ         | 40ch       | 映像100mW /音声25mW | 映像430mW /音声105mW | 関東広域圏   | 約-世帯          |
| CXフジテレビ      | 42ch       | 映像100mW /音声25mW | 映像430mW /音声105mW | 関東広域圏   | 約-世帯          |
| EXテレビ朝日      | 44ch       | 映像100mW /音声25mW | 映像430mW /音声105mW | 関東広域圏   | 約-世帯          |
| TXテレビ東京      | 48ch       | 映像100mW /音声25mW | 映像430mW /音声105mW | 関東広域圏   | 約-世帯          |